# Acacia armillata
Acacia armillata — вид квіткових рослин з родини бобових, що зростає в Австралії. Цей вид акації розповсюджений по всій крайній півночі Квінсленда і зустрічається в трьох місцевостях, відокремлених на великій відстані одне від одного, на Великому Вододільному хребті на півострові Кейп-Йорк або поблизу нього. Це територія навколо шахти Айрон Рейндж Майнінг, територія навколо гори Джанет і навколо місця злиття річок Волш і Прайс-Крік, де він зазвичай зустрічається як частина лісових спільнот Eucalyptus normantonensis або Eucalyptus cullenii. Це дерево з шорсткою корою біля основи стовбура, з філодіями від вузькоеліптичних до ланцетних, з блідо-жовтими квітками, розташованими в голівці по 20–30 штук, і тонкими шкірястими стручками завдовжки до 100 мм.

## Морфологічний опис
Це дерево, яке зазвичай досягає висоти до 8 метрів і має пониклі гілки. Має грубу сіру кору біля основи стовбура, гладку і більш плямисту зверху. Філодії здебільшого вузькоеліптичні або ланцетоподібні, прямі або злегка вигнуті, переважно 75–150 × 5–20 мм. Філодії тонкошкірясті, голі із залозкою на 1–2 мм від основи. Квітки розташовані в одній або двох кулястих головках у пазухах на квітконосах 3–12 мм завдовжки. Головки кулясті, 3.5–4.0 мм завдовжки з 20–30 блідо-жовтими квітками. Цвітіння відбувається приблизно з грудня по березень. Стручки 100 × 6–11 мм, стиснуті між насінням. Насіння довгасте, темно-коричневе, ≈ 5 × 3 мм.